# Pichilemu (Petorca)
Pichilemu es un pueblo chileno, localizado en la comuna de La Ligua, en la Región de Valparaíso. Está localizado en el entorno de Fundo Pichilemo de Empedrado (también conocido como el Fundo Pichilemu), al norte del río Petorca. Pichilemo de Empedrado era propiedad de Emperatriz del Carmen Lara Retamal y Ramón Bravo Azócar (quién murió en 1987 debido a un cáncer).